# František Altman
František Altman (2. dubna 1904 Terezín – 24. ledna 1980 Praha) byl pilot bombardéru u 311. československé bombardovací perutě RAF a jeden z nejlepších československých dopravních pilotů.

## Život

### Mládí a druhá světová válka
Narodil se v Terezíně do rodiny hostinského Františka Altmana a jeho manželky Emilie, rozené Koukotové. Vystudoval obchodní akademii, poté se přihlásil k vojenskému letectvu. Krátce po okupaci dostal nabídku na vstup do Luftwaffe. Zvolil raději útěk do Polska, odkud se dostal do Francie a poté do Velké Británie. Dne 23. července 1940 byl přijat k Britskému královskému letectvu a zařazen do 311. perutě RAF. V srpnu téhož roku byl pro svůj poměrně vysoký věk (36 let) přeřazen do dopravního letectva. Zde měli piloti za úkol přepravu důležitých osobností (princ Henry, Jan Masaryk, Sergěj Ingr, Oldřich Španiel, maršál Brooke-Popham, Winston Churchill, Anthony Eden, princ Olaf, Karel Janoušek).

### Život po roce 1945
V létě roku 1945 se navrátil do Československa a krátce působil u Československých aerolinií. Rozhodl se emigrovat, krátce před emigrací byl však zatčen. Dostal trest 5 roků žaláře. Proti rozhodnutí soudu se odvolal a trest mu byl změněn na 12 let těžkého žaláře. Ve vězení strávil 7 a půl roku, propuštěn byl v roce 1956. Pracoval poté jako pomocný dělník bez nároku na důchod. V roce 1968 byl částečně rehabilitován. V roce 1970 se účastnil s dalšími spolubojovníky (např. František Fajtl, Alois Konopický, MBE) zájezdu veteránů RAF v Anglii organizovaného Svazem protifašistických bojovníků. V prosinci 1977 se účastnil pohřbu pilota RAF Stanislava Rejthara. Zemřel tragicky v roce 1980 při dopravní nehodě na Praze 6.

## Pocty a vyznamenání
František Altman byl nositelem celkem 14 československých a britských vyznamenání.
Plně rehabilitován byl v roce 1991. V květnu 1991 byl in memoriam povýšen do hodnosti plukovníka letectva.
Jeho jméno je připomenuto na pomníku Obětem druhé světové války v Žatci.

### Vyznamenání
- Československý válečný kříž 1939
- Československá medaile Za chrabrost před nepřítelem
- Československá vojenská medaile za zásluhy, I. stupeň
- Pamětní medaile československé armády v zahraničí se štítky Francie a Velká Británie
- Kříž letectva (AFC, prosinec 1945)[6]
- Hvězda 1939–1945 (dvojnásobný nositel)[8]
- Atlantická hvězda
- Evropská hvězda leteckých osádek
- Africká hvězda
- Italská hvězda
- Hvězda za Francii a Německo
- Britská medaile Za obranu
- Válečná medaile 1939–1945